# Sint-Jan-Evangelistkerk (Tervuren)

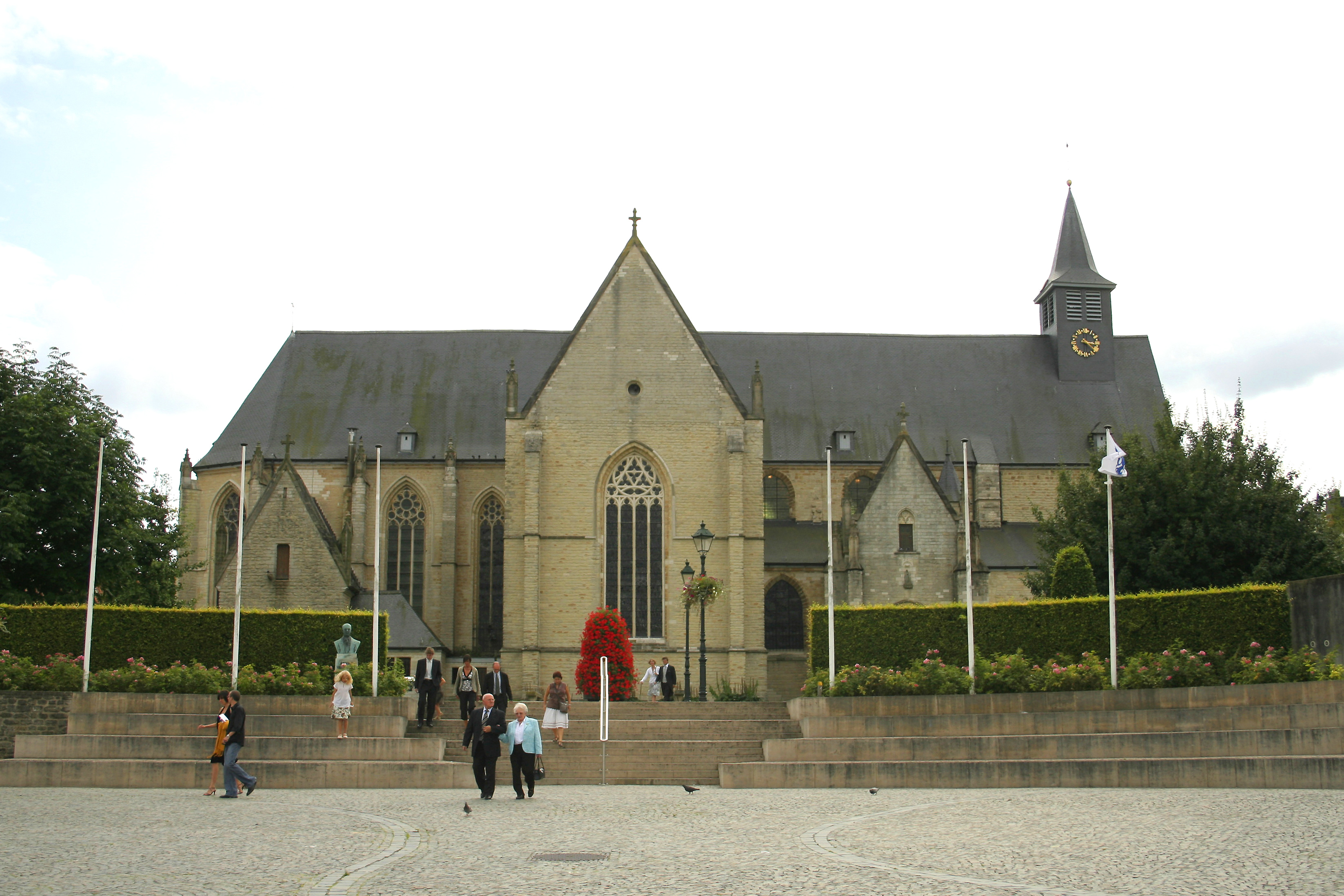
Kerk gezien vanaf de Markt van Tervuren.

De Sint-Jan-Evangelistkerk is een kerk in Tervuren, Vlaams-Brabant, België.

## Geschiedenis en omschrijving
De kerk is een kruiskerk, gebouwd in de Gotische stijl, maar met behoud van een deel van de Romaanse toren. Dit deel is het oudste en stamt uit de dertiende eeuw. De westgevel is classicistisch en stamt uit 1779. In diezelfde periode werd ook de bouwvallige westertoren gesloopt.
Oorspronkelijk waren er praalgraven van een drietal belangrijke Brabantse hertogen, namelijk Antoon van Bourgondië en zijn zonen Jan en Filips. Deze zijn echter tijdens de godsdiensttroebelen vernield. 

### Graven Congolezen

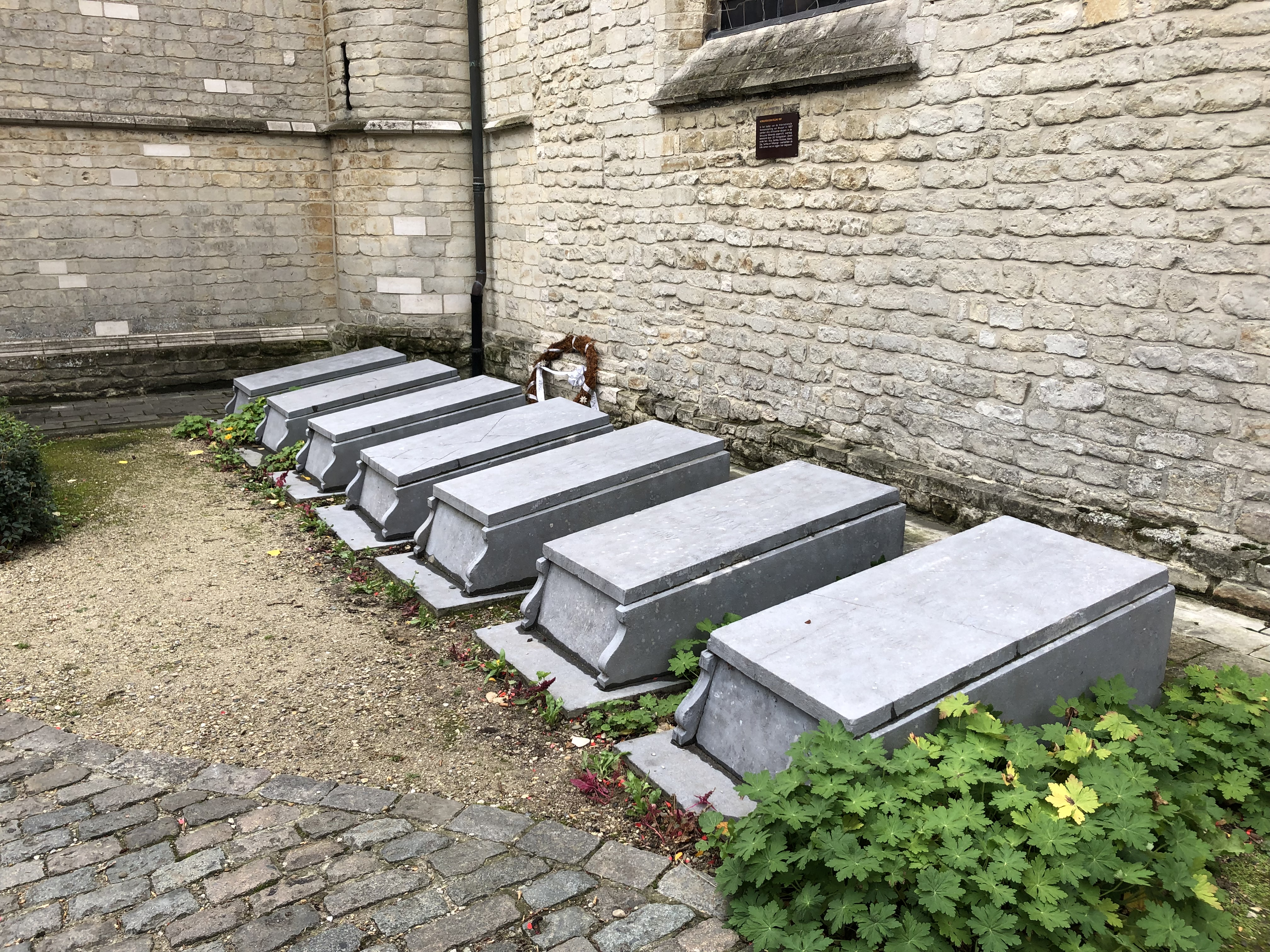
Graven van de zeven Congolezen.

Opvallend bij de kerk zijn een zevental graven aan de noordkant van de kerk. Deze behoren toe aan zeven Congolezen die voor de Wereldtentoonstelling van 1897 naar Tervuren waren gebracht. In totaal werden er 267 Congolezen voor deze tentoonstelling naar Tervuren gebracht om daar, in het speciaal daarvoor gebouwde Paleis der Koloniën een drietal 'traditionele dorpen' te bewonen tijdens de duur van de tentoonstelling. Deze tentoonstelling was tevens een poging van koning Leopold II om het kolonialisme in toenmalig Belgisch Congo te rechtvaardigen. Zeven van de overgebrachte Congolezen - Ekia, Gemba, Kitukwa, Mpeia, Zao, Samba en Mibange - overleefden de zomer niet en werden bij de kerk begraven. 